# Margie Moran
Maria Margarita Roxas Moran-Floirendo (29 ottobre 1953) è una modella filippina, incoronata Miss Universo 1973.

## Biografia
Nipote dell'ex presidente delle Filippine Manuel Roxas, dopo aver vinto il titolo di Miss Filippine, la sera del 21 luglio 1973 la diciannovenne Margarita Moran è diventata la seconda donna proveniente dalle Filippine ad ottenere il titolo di Miss Universo.
In seguito Margarita Moran ha sposato il politico filippino Antonio Floirendo e si è trasferita a vivere a Davao, e gestisce un resort chiamato Pearl Farm nell'isola Samal.